# Audiofilia
Audiofilia é o acto de gostar do som, e audiófilo é um amante do som que faz constantes adaptações, regulações e trocas dos seus aparelhos de som de alta fidelidade ou no ambiente de reprodução da música. Faz-se todo o possível para melhorar a reprodução a fim se apreciar os instrumentos musicais e os cantores como se estivesse ouvindo ao vivo.